# 2789 Foshan
2789 Foshan eller 1956 XA är en asteroid i huvudbältet som upptäcktes den 6 december 1956 av Purple Mountain-observatoriet i Nanjing, Kina. Den är uppkallad efter den kinesiska staden Foshan.
Asteroiden har en diameter på ungefär 4 kilometer och den tillhör asteroidgruppen Flora.